# Йордан Славейков
Йордан Славейков е български актьор, режисьор, писател и педагог.

## Биография
Йордан Славейков е роден на 2 септември 1976 г. във Враца. Завършва театрална режисура в НАТФИЗ през 2006 г. в класа на професор Крикор Азарян.
Специализира актьорство в Москва в Международното лятно театрално училище през 2008 г.

### Театрални постановки
Съавтор е, заедно с Димитър Димитров, на пиесата „Паякът“, за която е номиниран за Икар за драматургия.
Монодрамата му „Виктория“ е преведена на украински, сръбски, македонски, руски и английски език. „Виктория“ е поставена в Република Северна Македония през 2021 година. Поставя пиесата и в България през 2022 с Деница Даринова в ‘I AM STUDIO’. Спектакълът е удостоен с наградата за Режисура от ‘Международния фестивал на моноспектаклите SoloAct 2024, Габрово’. 
Създава, пише текстът и режисира документалната постановка „Ембриони“ в Младежки театър „Николай Бинев“. Режисирал е и ‘Стъклената менажерия’ в ТР Сфумато, “Оскар и розовата дама” и други.

### Литературно творчество
Романът „Последна стъпка“ е дебютен за Йордан Славейков. Година след издаването си му носи две награди – „Сребърен пегас“ за най-добър роман в категория проза от конкурса „Южна пролет“, Хасково, 2016, както и наградата „Дъбът на Пенчо“, връчвана от проф. Светлозар Игов. Романът е и сред номинираните за наградата на Литературен клуб „Перото“, НДК.
- Последна стъпка – роман, ИК Жанет 45, 2016
- Празнично семейство – сборник разкази, ИК Жанет 45, 2022

### Личен живот
През 2016 г. в личния си блог Славейков разкрива, че е гей.